# Arne Santy
Pour les articles homonymes, voir Santy.
Arne Santy, né le 20 octobre 2000, est un coureur cycliste belge. Il est membre de l'équipe Tarteletto-Isorex.

## Biographie
Arne Santy est formé au Cycling Team Force VZW, un club implanté à Wervik. Il poursuit la compétition dans les catégories de jeunes au sein de diverses structures. Chez les juniors, il est considéré comme l'un des meilleurs cyclistes de la province de Flandre-Occidentale. Ses débuts espoirs sont en revanche plus discrets, et peu prolifiques. Il retrouve néanmoins de bonnes sensations durant l'année 2022 en réalisant des performances notables au niveau régional, après avoir songé à mettre un terme à sa carrière sportive. 
En 2023, il termine ses études et valide son diplôme dans le domaine de l'éducation physique. Désormais libéré de ses contraintes universitaires, il réalise sa meilleure saison chez les élites sans contrat en obtenant plusieurs victoires et diverses places d'honneur dans des courses régionales, mais aussi sur des interclubs. Grâce à ses performances, il signe un contrat avec l'équipe Tarteletto-Isorex, qui évolue au niveau continental. Sous ses nouvelles couleurs, il finit notamment septième de l'Arno Wallaard Memorial, ou encore dix-septième du Grand Prix Jean-Pierre Monseré en 2024, tout en étant au service de son leader Timothy Dupont.  
Au printemps 2025, il remporte le titre de champion provincial de Flandre-Occidentale. Il se classe également à deux reprises parmi les dix premiers sur des étapes du Tour de Grèce. Quelques semaines plus tard, il s'impose sur l'Omloop der Kempen, à l'issue d'un sprint. Il s'agit de son premier succès acquis sur une épreuve inscrite au calendrier de l'UCI Europe Tour. 

## Palmarès
- 2023
  - Course d'Assebroek
  - Grand Prix de la Sainte-Anne
  - Course de Beselare
  - 2e de la Wingene Koers
  - 3e du Grand Prix d'Affligem
  - 3e de Bruxelles-Zepperen
  - 3e de l'Omloop van de Grensstreek
- 2024
  - Grand Prix de Geluwe
  - 3e du Championnat du Pays de Waes
- 2025
  - Champion de Flandre-Occidentale
  - Omloop der Kempen
  - Coupe Egide Schoeters
  - 2e de Dwars door Wingene

## Classements mondiaux
| Année                                 | 2024  |
| ------------------------------------- | ----- |
| Classement mondial                    | 2322e |
|                                       |       |
| Légende : nc = non classéSource : UCI |       |